# Annelövs distrikt
Annelövs distrikt är ett distrikt i Landskrona kommun och Skåne län. 
Distriktet ligger sydost om Landskrona. 

## Tidigare administrativ tillhörighet
Distriktet inrättades 2016 och utgörs av en del av området Landskrona stad omfattade till 1971, delen som före 1967 utgjorde Annelövs socken.
Området motsvarar den omfattning Annelövs församling hade vid årsskiftet 1999/2000.